# Endiandra aneityensis
Endiandra aneityensis är en lagerväxtart som beskrevs av André Guillaumin. Endiandra aneityensis ingår i släktet Endiandra och familjen lagerväxter. Inga underarter finns listade i Catalogue of Life.